# Benthopecten simplex
Benthopecten simplex är en sjöstjärneart som först beskrevs av Perrier 1881.  Benthopecten simplex ingår i släktet Benthopecten och familjen nålsjöstjärnor.

## Underarter
Arten delas in i följande underarter:
- B. s. simplex
- B. s. chardyi